# Andrew Stevenson (Ruderer)
Andrew Hedley Stevenson (* 7. Dezember 1957 in Roxburgh, Neuseeland) ist ein ehemaliger neuseeländischer Ruderer, der 1982 und 1983 Weltmeister im Achter wurde.

## Leben
Der 1,91 m große Andrew Stevenson belegte bei den Weltmeisterschaften 1981 den siebten Platz mit dem Achter. 1982 war er Mitglied des neuseeländischen Achters, der bei den Weltmeisterschaften in Luzern den Titel vor den Booten aus der DDR und aus der Sowjetunion gewann. Im Jahr darauf siegte der neuseeländische Achter unter Trainer Harry Mahon bei den Weltmeisterschaften in Duisburg vor den Booten aus der DDR und aus Australien. Bei den Olympischen Spielen 1984 siegten die Kanadier vor dem US-Achter, die Neuseeländer kamen sieben Zehntelsekunden hinter den Australiern als Vierte ins Ziel. Zum Abschluss seiner Karriere belegte Stevenson mit dem Achter den siebten Platz bei den Weltmeisterschaften 1986.
Andrew Stevensons Tochter Zoe Stevenson gewann ebenfalls zwei Weltmeisterschafts-Goldmedaillen im Rudern.